# لیگ برتر فوتبال زنان ایران ۹۱–۱۳۹۰
لیگ برتر فوتبال بانوان ایران ۹۱–۱۳۹۰ چهارمین دوره رقابتهای لیگ برتر فوتبال زنان ایران و بالاترین سطح مسابقات باشگاهی فوتبال زنان در ایران می‌باشد. این مسابقات با شرکت ۱۰ تیم برگزار شد و با قهرمانی تیم شهرداری بم به پایان رسید. تیم سرخپوشان گرگان با یک امتیاز اختلاف به مقام نایب قهرمانی رسید. سارا قمی به عنوان خانم گلی این مسابقات رسید.

## تیم‌های حاضر در این فصل
| باشگاه            | شهر       | ورزشگاه     | گنجایش |
| ----------------- | --------- | ----------- | ------ |
| شهرداری بم        | بم        | فجر         |        |
| ملوان             | بندرانزلی | تختی شیلات  |        |
| هیات فوتبال ایلام | ایلام     | تختی        |        |
| دلوار کشتی جنوب   | بوشهر     | شهدای چغادک |        |
| ون کردستان        | سنندج     | 22 گلان     |        |
| شهرداری ارومیه    | ارومیه    | مخابرات     |        |
| پاس همدان         | همدان     | مفتح        |        |
| اوج نصر فارس      | شیراز     | حافظیه      |        |
| سرخپوشان          | گرگان     | گلستان      | ۱۵۰۰۰  |
| فریکو سیرجان      | سیرجان    | امام علی(ع) |        |

## نتایج
| رتبه | تیم            | امتیاز |
| ---- | -------------- | ------ |
| ۱    | شهرداری بم     | ۴۶     |
| ۲    | سرخپوشان گرگان | ۴۵     |
| ۳    | فریکو سیرجان   | ۱۹     |

## قهرمان
| قهرمان لیگ برتر کوثر ۹۱–۱۳۹۰ |
| ---------------------------- |
| شهرداری بم                   |
| نخستین عنوان                 |